# トロイの木馬 (カクテル)
トロイの木馬（トロイのもくば、英: Trojan Horse）とは黒ビールとコーラを混ぜたカクテル。命名はギネスによる。ギネスの公式カクテルであり、公式にはギネスのスタウトを使用する。
ギリシア神話の逸話であるトロイの木馬に由来する。使用されているコーラとギネスはどちらも液色が黒いため、混ぜても色が黒いままである。これを木馬のなかに兵士が隠れていたトロイの木馬の逸話になぞらえての命名である。
レシピ
- スタウト ＝ 適量
- コーラ ＝ 適量

作り方
- グラスにスタウトとコーラを静かに入れる。
液温が高いと泡立ってしまうため、材料とグラスはよく冷やしておくことが望ましい。